# 圣博济勒德蒙梅勒
圣博济勒德蒙梅勒（法語：Saint-Bauzille-de-Montmel，法語發音：[sɛ̃ bozil də mɔ̃mɛl]）是法国埃罗省的一个市镇，位于该省东部偏北，属于蒙彼利埃区。

## 地理
圣博济勒德蒙梅勒（43°46'10"N, 3°57'19"E）面积21.52 平方千米，位于法国奧克西塔尼大區埃罗省，该省份为法国南部沿海省份，南濒地中海，西南接奥德省，西北接塔恩省和阿韦龙省，东北与加尔省接壤。
与圣博济勒德蒙梅勒接壤的市镇（或旧市镇、城区）包括：蒙托、卡尔纳斯、比济尼亚尔格、丰塔内斯、加拉尔格、圣克鲁瓦-德坎蒂亚格、圣马蒂厄-德特雷维耶、瓦基耶尔。
圣博济勒德蒙梅勒的时区为UTC+01:00、UTC+02:00（夏令时）。

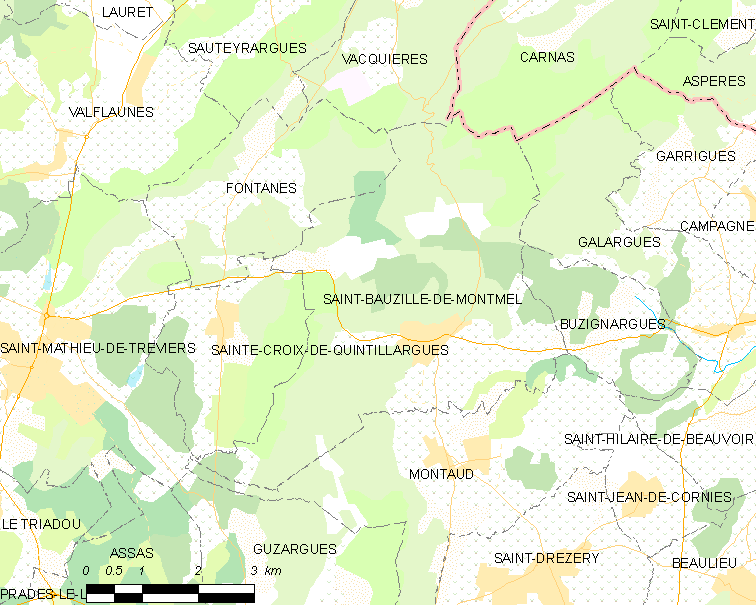
圣博济勒德蒙梅勒的OSM定位图

## 行政
圣博济勒德蒙梅勒的邮政编码为34160，INSEE市镇编码为34242。

## 政治
圣博济勒德蒙梅勒所属的省级选区为圣热利迪费斯克县。

## 人口

1962-2008年间圣博济勒德蒙梅勒人口变化图示

圣博济勒德蒙梅勒于2022年1月1日时的人口数量为1212人。